# Пидненски некрополи
Пидненски некрополи са серия от погребални съоръжения, разположени около античния и средновековен град Пидна и по античния път от Метони на север към Дион на юг. Най-старите гробници са от бронзовата епоха, а най-късните са от раннохристиянския период. 

## Местоположение
Около древния град са открити множество гробници от различни периоди. Обширен северен некропол и по-малки некрополи са на запад и юг, както и отделни гробове и надгробни могили. Древните обичаи изискват гробищата да бъдат разположени до пътищата за достъп и близо до градските порти. По-малките могили са ерозирали с времето и вече не се виждат.

## Гробове
Сред некрополите могат да се наблюдават промени в стила и погребалните ритуали през вековете, а сред гробовете могат да се видят различни видове погребения. В няколко случая телата са кремирани, но повечето са погребани. Малките деца често са погребвани в обикновени глинени съдове, които са били разбивани и след вграждането на тялото отново съединявани. В някои случаи кремираните тела също са погребвани в медни котли или глинени съдове. Мъртвите са били изгаряни директно в гроба или за целта е била изграждана дървена платформа. През V век пр. н. е. мъжките трупове са погребвани с главата на запад, а женските - с главата на изток. В черепите на много починали е открит така нареченият обол на Харон, поставен под езиците на мъртвите, за да плати на лодкаря Харон за прехвърлянето на душата в Хадес. През елинистическия и римския период погребенията са правило, а кремациите са дори по-редки, отколкото през класическия период. Останките от дървени ковчези показват, че те са били боядисани в синьо и червено. Гробовете от средата на IV век пр. н. е. са по-малки от тези, създадени преди или след това, което археолозите приписват на трудни икономически времена. Формата на гробовете преминава от обикновена яма над затворени гробове до македонски и тракийски гробници с дромос и няколко камери. Отчасти моделите на разположение на гробовете предполагат използването им като семейни гробници. Най-сложeн дизайн имат монументалните македонски гробници, двете най-значими от които се намират в Коринос. Простите гробове са посипани с чакъл или пясък. Каменни плочи или по-често - тъй като камъните са рядкост в околностите на Пидна - дървени дъски покриват гробовете. Единични квадратни гробници свидетелстват, че останките на покойника са били препогребани по-късно. Шест от откритите гробници са построени в микенски стил, което е необичайно за Пиерия.

## Находки
В гробовете са открити много предмети. Освен керамика, накити, оръжия и оръдия на труда са открити и богато украсени стъклени съдове. Глинените съдове са внасяни главно от Атика, в по-редки случаи и от Коринт или други места около Бяло море. Някои също са местно производство. В детски гробове често са намирани глинени фигури. Бижутата обикновено са изработени от бронз, желязо или сребро и по-рядко от кост или злато. В гробовете на покойниците от мъжки пол само в редки случаи са открити оръжия. Малките съдове от стъкло или алабастър, които са прикрепени към труповете на жени, обикновено са в добро състояние. Някои от находките са изложени в археологическия музей в Макриялос, като по-голямата част се съхранява в археологическия музей в Солун.

## Северен некропол
На кръстовището на три древни пътя са открити около 3000 гроба от класическия и елинистическия период. Това е най-голямото и най-интензивно използвано гробище. Най-младите гробове се използват до 146 г. пр.н.е. Тъй като гробовете са предимно в селскостопански райони, те са картирани, фотографирани и след изваждането на гробния инвентар отново са засипани с пръст. По-голямата част от северния некропол все още остава непокрита и в момента земята се използва за отглеждане на селскостопански култури. Само отделни монументални гробове все още са отворени, защитени от атмосферни влияния с покриви. Обикновените гробове са предимно недокоснати пи разкриването им от археолозите, за разлика от македонските надгробни могили, които често са били вече ограбени през античността. Гробна могила на около 500 метра северно от крепостните стени на древна Пидна съдържа гробници от V и IV век пр.н.е. Повечето от тях са пощадени от грабители на гробове. В гробовете са открити богати гробни дарове; на жените ценни стъклени съдове и златни и сребърни накити, а в гробовете на мъжете мечове, копия, шлемове и съдове за пиене.

## Южен некропол
В близост до солните мини на Китрос се намират гробовете на южния некропол на Пидна. То е много по-малък от северното гробище, но гробниците са по-пищни. Археолозите предполагат, че тук са били погребвани по-богатите жители на Пидна. Разкопките започват в 1984 година и са прекратени в 2003 година след няколко прекъсвания. Разкрити са 83 гроба, които представляват само част от южния некропол. Най-старите гробове датират от 350 г. пр. н. е., а последните гробове са от 146 г. пр. н. е. По този начин те представляват най-големия период на погребална култура от възхода до падането на Македонското царство.
Гробовете могат да бъдат датирани в три фази:
- От 350 г. пр. н. е. до първите години от управлението на крал Антигон Гонат (276-239 г. пр. н. е.). Най-големите и най-великолепните гробници датират от този период. Те са били използвани частично (вероятно от семейства) в продължение на десетилетия.
- От началото на III век пр. н. е. се предпочитат македонските еднокамерни гробници, като в някои случаи включват няколко души. Този тип просъществува до първата половина на II век пр.н.е.
- От втората половина на II век пр. н. е. отново преобладават единичните гробове.

Повечето от гробовете са открити от учените недокоснати, а вътре в ограбените гробове са оставени неметални предмети, тъй като грабителите на гробове очевидно са се интересували само от благородни метали (може би и от оръжия). Забележителен е гробът на лекар, чийто гробен инвентар са неговите медицински инструменти.